# Marktleuthen
Marktleuthen è un comune tedesco di 3 556 abitanti, situato nel land della Baviera.